# Ölberger Weiher
Der Ölberger Weiher ist ein künstliches Gewässer im Pfaffenwinkel. Er liegt auf dem Gebiet der Gemeinde Rottenbuch im Landkreis Weilheim-Schongau in Oberbayern. Im Winter kann auf dem See eisgelaufen werden.